# غايل بروفتون
غايل بروفتون (بالإنجليزية: Gayle Broughton)‏ هي لاعبة سباعيات رغبي ‏ نيوزيلندية، ولدت في 5 يونيو 1996 في إقليم تاراناكي في نيوزيلندا.

## وصلات خارجية
- غايل بروفتون على موقع اللجنة الأولمبية الدولية (الإنجليزية)
- غايل بروفتون على موقع أوليمبيديا (الإنجليزية)
- غايل بروفتون على موقع اللجنة الأولمبية النيوزيلندية (الإنجليزية)